# ソユーズTMA-10
ソユーズTMA-10は、国際宇宙ステーションへの往来を目的とした、ソユーズのミッションである。2007年4月7日にソユーズFGで打ち上げられ、第15次長期滞在の2人とともに1人の宇宙飛行関係者を宇宙に運んだ。2007年10月にソユーズTMA-11と交代するまで、緊急脱出用の宇宙機としてISSに留まった。
ソユーズTMA-10は、2日間の飛行の後、2007年4月9日22時10分（UTC）にISSとドッキングした。2人のロシア人宇宙飛行士は、宇宙船が地球に帰還する10月までISSに留まった。宇宙飛行関係者のチャールズ・シモニーは、11日間をISSで過ごした後、ソユーズTMA-9で4月21日に地球に戻った。
ソユーズTMA-10は10月21日7時14分（UTC）にISSから分離し、9時47分には軌道を離れた。大気圏再突入の際にスムースな突入ができず、弾道突入となってカザフスタンの着陸予定地から約340kmも北西のArkalyk西部に着陸した。宇宙船の周りのプラズマによる通信の断絶から回復するとすぐに、乗組員から飛行軌跡が報告された。この弾道再突入は、再突入の際に予期せぬ事態が起こった時のための予備として用意されていたモードだった。調査委員会は、今回の誤作動はコントロールパネルと降下用の装置を結ぶケーブルの損傷によるものであると結論づけた。着陸は10時36分（GMT）だった。このような弾道突入は、過去にソユーズTMA-1でも起きていた。また、次のソユーズTMA-11でも起こった。

## 乗組員

### 第15次長期滞在
- オレッグ・コトフ (1) 船長 -
- フョードル・ユールチキン (2) フライトエンジニア -

### 打上げ時
- チャールズ・シモニー (1)宇宙飛行関係者 -

### 帰還時
- シェイク・ムザファ・シュコア (1)宇宙飛行関係者 - [4] マレーシア

### バックアップ
- ロマン・ロマネンコ 船長 -
- ミハイル・コルニエンコ フライトエンジニア -